# Systrarna Feldt
Systrarna Feldt var en svensk musikgrupp bestående av systrarna Birgitta Feldt (född 1936), Frideborg Feldt, Gurli Feldt (född 1933) och Wasti Feldt (1929–2012). De kompade sig själva på gitarr (tersgitarr, normalgitarr och gitarron).

## Diskografi
- 1957 - Gud vare tack och lov / När den ljusa evigheten bräcker.[5]
- 1957 - O, tänk en gång / De som skåda uppåt.[6]

- 1958 - Systrarna Feldt.[7]
  - De som skåda upp till Herren
  - O, tänk en gång
  - Gud vare tack och lov
  - När den ljusa evigheten bräcker

- 1961 - Systrarna Feldt.[4]
  - Jag seglar fram ungdom i världen
  - Herre, Herre du har mig rannsakat
  - Sänd honom bud

- 1962 - Systrarna Feldt sjunger.[8]
  - Guds kärleksflod
  - Smärtornas man
  - Farväl, o värld
  - Om jag ägde allt men icke Jesus

- 1963 - Systrarna Feldt. Pianoackompanjemang av Em. Mattsson.[2]
  - Bibelns hjältar vi få möta ovan där
  - Jag önskar få se Jesus först av allt
  - Säg skall det bli stjärnor i kronan jag får